# Chartowo (Poznań)
Chartowo (niem. Kardorf) – część Poznania należąca do jednostki pomocniczej Osiedle Chartowo, położona we wschodnim obszarze miasta.
Znaczna część właścicieli mieszkań Chartowa jest członkami Spółdzielni Mieszkaniowej „Osiedle Młodych”, której siedziba Zarządu mieści się na os. Piastowskim.

## Historia
Na terenie obecnej dzielnicy Poznania o nazwie Chartów istniała kiedyś wieś o tej nazwie. Znajdowała się w miejscu obecnego Osiedla Rusa oraz ulic Chartowskiej i Rogackiej nad strumieniami Chartynią i Piaśnicą. Położona była pomiędzy wsiami Zegrzem, obecną dzielnicą Żegrze, a wsią Kobyle Pole. Wszytkie te miejscowości w wyniku procesów urbanistycznych zostało wchłonięte przez miasto Poznań.
Miejscowość pierwotnie była związana z Wielkopolską. Istnieje co najmniej od pierwszej połowy XIII wieku i ma średniowieczną metrykę. Po raz pierwszy odnotowana została w łacińskim dokumencie z 1245, według zachowanego rękopisu z XV wieku oraz w 1419, gdzie odnotowano ją jako "Charthowo", 1420 "Chartowo", 1458 "Chartkowo", 1531 "Chartowo".
Miejscowość była początkowo własnością kościelną należącą do kapituły katedry poznańskiej i była dzierżawiona przez tenutariuszy, a w XVI wieku stała się majętnością lokalnej, wielkopolskiej szlachty z rodu Spławskich. W 1419 miejscowość leżała w powiecie poznańskim województwa poznańskiego w Koronie Królestwa Polskiego. Od 1509 należała do parafii św. Jan koło Poznania.

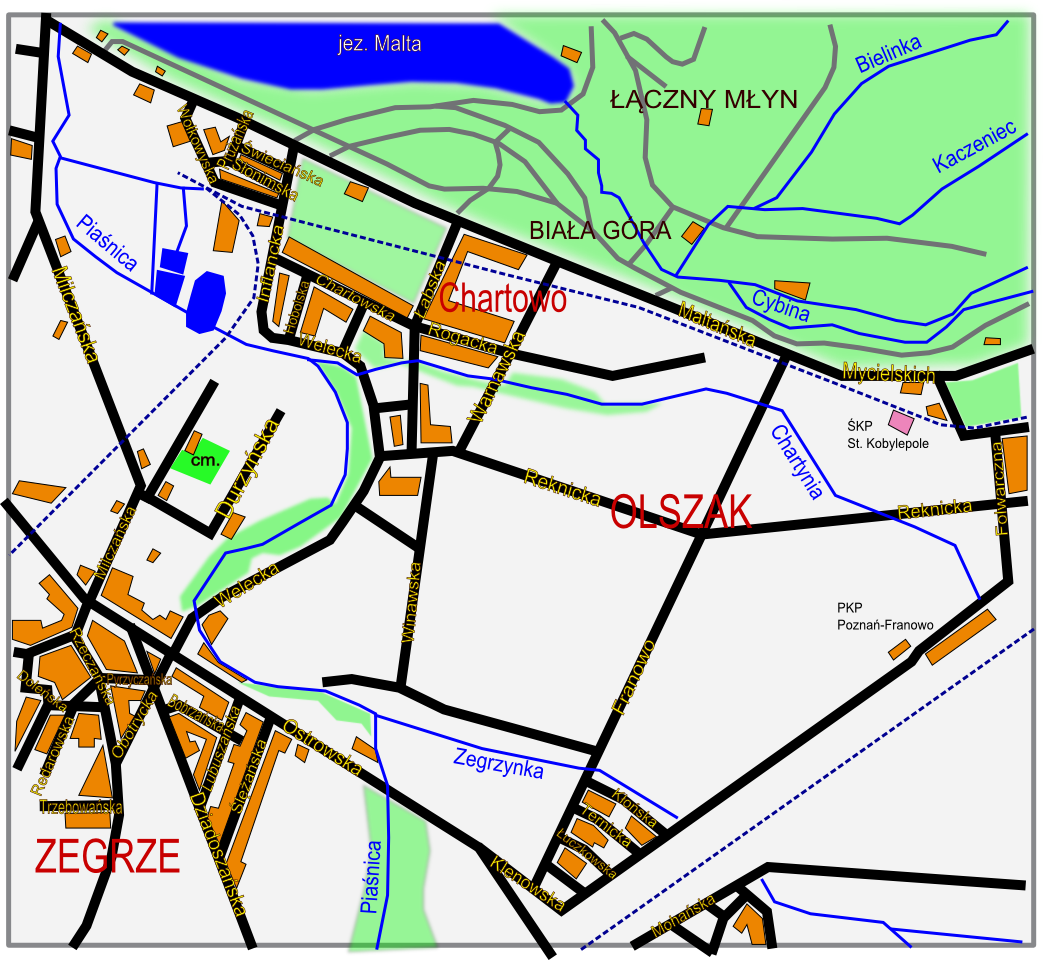
Historyczny obszar Chartowa między Chartynią a ulicą Maltańską

W 1245 odnotowano majątkowy spór sądowy pomiędzy mieszkańcami Środki koło Poznania, a kapitułą poznańską. Środczanie domagali się na mocy przywileju książęcego pewnego obszaru na pastwiska oraz inne użytki. Biskup wraz z kapitułą katedry poznańskiej uzyskał pełne prawo własności do tego obszaru, na którym znajdowała się wieś Chartowo. Przy okazji sporu opisano granice miejscowości, które zaprzysiężone zostały przez 6 kanoników. Przebiegały od drugiego mostu na rzece Cybinie na drodze do kościoła św. Małgorzaty w Śródce, skąd prowadziły prosto na południe za rzeką Cybiną aż do wzgórza wsi Rataje i dalej na zachód koło wzgórza aż do rzeki Warty.
W 1419 odnotowany został syn Michała Wojciech dziedzic wsi Polne w powiecie kościańskim wikariusz katedry poznańskiej, który oddał kapitule poznańskiej całą wspomnianą wieś w zamian za 1/4 części wsi Chartowo, z wyjątkiem folwarku w Chartowie. W 1420 kapituła katedry poznańskiej oznajmiła, że odkupiła od tegoż Wojciecha wspomnianą 1/4 część Chartowa, zobowiązując się płacić altarii w katedrze poznańskiej co roku 4 grzywny szer. groszy praskich z wsi Sarbinowo koło Kostrzyna w powiecie poznańskim. Gdyby Sarbinowo opustoszało, kapłan będzie płacić ten czynsz z innych dóbr kapitulnych. W 1422 starosta generalny Wielkopolski oznajmił, że wspomniany Wojciech Polny (oryg "Polni") oddał kapitule katedry poznańskiej całą swoją część w Chartowie w zamian za brzeg rzeki Warty wraz z obszarem gruntu, na którym można zbudować młyn, a także place należące do młyna oraz ogród, położony we wsi Koziegłowy, oddalone od Poznania około jedną milę. W 1431 kapituła poznańska zwolniła Mikołaja Ciotczanego kanonika poznańskiego od zapłaty jednej grzywny z czynszu wynoszącego 4 grzywny ze wsi Chartowo, zniszczonej przez wojska przechodzące w czasie wyprawy na Litwę.
W 1453 odnotowano zapust młyna zbożowego zwanego "Łącznym", który ulokowany był koło stawu położonego od strony Chartowa. W 1458 kapituła zezwoliła kanonikowi Stanisławowi z Dobieszewa na wyrąb drzew w Rogalinku koło Mosiny przeznaczonych dla Chartowa. W 1464 kapituła wysłała swoich przedstawicieli do grodu poznańskiego ze skargą na kmieci z Zegrza, którzy m.in. wyrządzili szkody na polach w Chartowie. W 1476 Mikołaj z Książa kanonik gnieźnieński oraz poznański, tenutariusz wsi Gotartowo (obecnie Gortatowo) oskarżył przed oficjałem poznańskim kmieci ze Szczepankowa o zniszczenie i rozgrabienie zabudowań Macieja Słabego zagrodnika w Chartowie.
Źródła historyczne odnotowały także zwykłych mieszkańców wsi. W 1453 kmiecia chartowskiego Macieja. W 1476 kmieci Błażeja Grucza, Piotra Wielobę oraz wspomnianego zagrodnika Macieja Słabego.
W 1482 kapituła katedry poznańskiej wyznaczyła swojego przedstawiciela do wyznaczania granic oraz miedz pomiędzy wsiami Chartowo i Szczepankowo. W 1500 wyznaczono kopce graniczne opustoszałej wsi Chartowo, które jak to odnotowano wcześniej były nie naprawione. W 1482 kapituła poznańska wysłała swych przedstawicieli do starosty wielkopolskiego ze skargą na kmieci z Zegrza o gwałty zadane Mikołajowi Sierpowskiemu, regensowi wsi Chartowo. Kapituła oskarżyła imiennie Jana i Piotra Spławskich ze Spławia koło Poznania oraz kmieci ze Szczepankowa o to, że chcieli zabić wspomnianego regensa wsi Chartowo. W pierwszej połowie XVI wieku wieś wyludniła się. W 1500 wieś odnotowano jako całkowicie opuszczoną, a wszystkie role kmiece i folwarczne regens wydzierżawił ludziom ze Szczepankowa. W 1497 była to kwota dwóch grzywien, w 1499 za 6 wiardunków, a w 1500 za jedną grzywnę. W 1508 wieś ponownie odnotowana jako opuszczona.
Wedłu zapisu z 1516 wieś była całkowicie opuszczona od około 20 lat. Znajdowanło się w niej 6 łanów roli oraz liczne łąki, które wraz z rolami wykorzystywali ludzie ze Szczepankowa, płacąc z nich pewną dziesięcinę. Wyrażono wówczas obawę, że grunty te zagrabią sąsiedzi. W 1531 opuszczona wieś Chartowo graniczyła, jak zeznali poddani z Garaszewa, z Kobylim Polem, Spławiem, Szczepankowem, Zegrzem i św. Janem. Wieś miała 6 kmieci gospodarujących na 6,5 łana i było w niej sołectwo, ale nie odnotowano na ilu łanach. We wsi znajdował się także folwark oraz łąki. Z powodu niezasiedlenia i słabej opieki wieś była spustoszona przez sąsiednią szlachtę. Według zapisu zeznano też, że obecnie Chartowo dzierżył Wincenty Spławski, choć nie wiadomo z jakiego tytułu.
W 1560 tenutariusz wsi Chartowo Siekierzecki pozwał dziedzica wsi Szczepankowo w sprawie o rozgraniczenie. W 1561 dożywotni posiadacze wsi Chartowo zobowiązani zostali do rozgraniczenia tej wsi, położonej pomiędzy wsiami Kobyle Pole, Szczepankowo, Zegrze i św. Jan. W 1561 kapituła poznańska "z powodu licznych krzywd wyrządzonych kościołowi w opuszczonej wsi Chartowo, należącej do kapituły poznańskiej, przez niektórych sąsiadów tej wsi, którzy jej część zagarnęli, a granice zniszczyli lub zmienili, oddaje wieś za zgodą kanonika Wojciecha Rudnickiego w dożywocie kasztelanowi santockiemu Stanisławowi Spławskiemu, jego żonie Annie z Witosławia oraz ich córce Dorocie Spławskiej. Wspomniani dożywotni posiadacze zobowiązani zostali do odzyskania zagrabionych gruntów wsi Chartowo oraz jej rozgraniczenia na swój koszt z sąsiadami: Mikołajem Spławskim dziedzicem w Szczepankowie, wsią wspomnianych dożywotników, a wsią Kobyle Pole, dobrami królewskimi lub ich tenutariuszami w Zegrzu, komandorem klasztoru św. Jana koło Poznania i innych. Wszystko miało nastąpić w prognozowanym okresie dwóch lat. Ponadto Spławscy mieli urządzić w Chartowie na własny koszt folwark z dwoma zagrodnikami. Kapituła zastrzegła dla siebie pastwiska na ugorach oraz czynsz roczny w wysokości 6 grzywien.
Pod koniec XVI wieku leżała w powiecie poznańskim województwa poznańskiego w Rzeczypospolitej Obojga Narodów.
Wskutek II rozbioru Polski w 1793, miejscowość przeszła pod władanie Prus i jak cała Wielkopolska znalazła się w zaborze pruskim. W XIX wieku zostało rozparcelowane wśród kolonistów niemieckich. W 1921 część gospodarstw nadano powstańcom śląskim, m.in. Wojciechowi Korfantemu. W XIX i XX wieku na terenie obecnego osiedla Rusa znajdował się folwark.
Przed przyłączeniem do Poznania, Chartowo było miejscowością w powiecie poznańskim-wschodnim (na pocz. XX wieku nazwane Kardorf). Przyłączone do Poznania w 1940.
Historycznie Chartowo obejmuje teren między Chartynią a ulicą abpa A. Baraniaka, obecnie są to tereny os. Tysiąclecia, wieżowce na os. Rusa, os. Zodiak.
Według danych z powszechnego spisu ludności 30 września 1921 r. wieś Chartowo miała 287 mieszkańców, z których 190 podało narodowość polską, a 97 narodowość niemiecką. 176 osób miało wyznanie rzymskokatolickie i 97 ewangelickie. We wsi znajdowały się 43 budynki mieszkalne.
W 1933 r. rzymskokatoliccy mieszkańcy wsi Chartowo należeli do parafii św. Jana Jerozolimskiego za murami w Poznaniu.
Do lat 70. XX wieku miało częściowo charakter wiejski, później zaczęła powstawać tu zabudowa blokowa (1974 – Osiedle Lecha, 1975 – Osiedle Czecha, 1977 – Osiedle Rusa, 1988 – Zodiak).
Obszar Chartowa w latach 1954–1975 i 1984–1990 należał do dzielnicy Nowe Miasto. W 2019 oddano do użytku park Michała Tomiaka znajdujący się przy podziemnym przystanku tramwajowym Piaśnicka Rynek. Upamiętnia aspiranta strażaka, który zmarł w 2011 po doznaniu rozległych obrażeń w trakcie akcji ratunkowej na terenie budowy linii tramwajowej na Franowo.

## Media
- Ratajska Telewizja Kablowa (od 1997),
- Bezpłatny miesięcznik lokalny: „Gazeta ratajska” (nakł. 5 000 egz.). Adresowany jest on do mieszkańców Rataj, Chartowa i Żegrza[11].
- Darmowy miesięcznik lokalny: „Oferta Rataj”[12].

## Galeria zdjęć

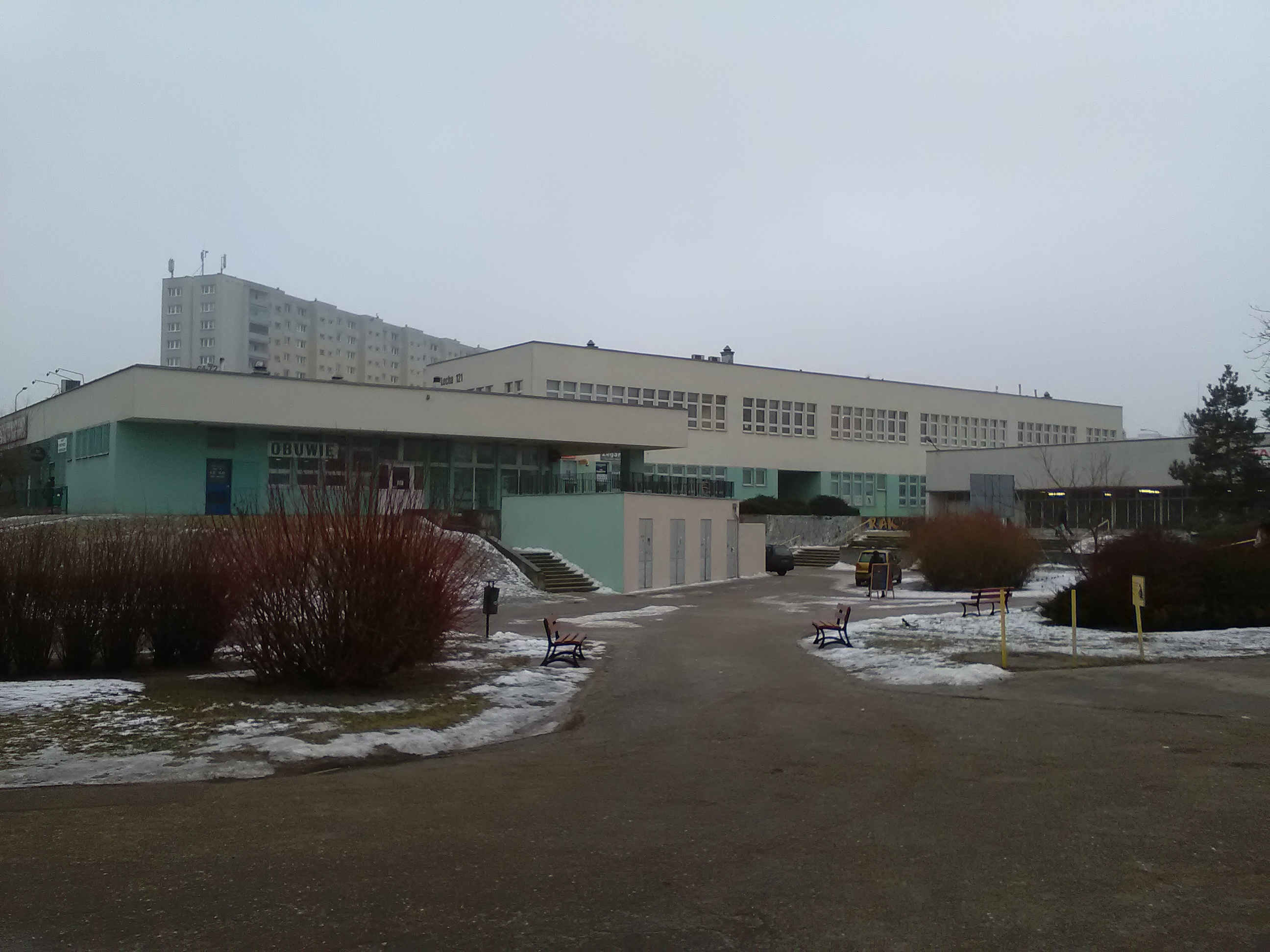
Pawilon handlowo-usługowy na osiedlu Lecha (2017)
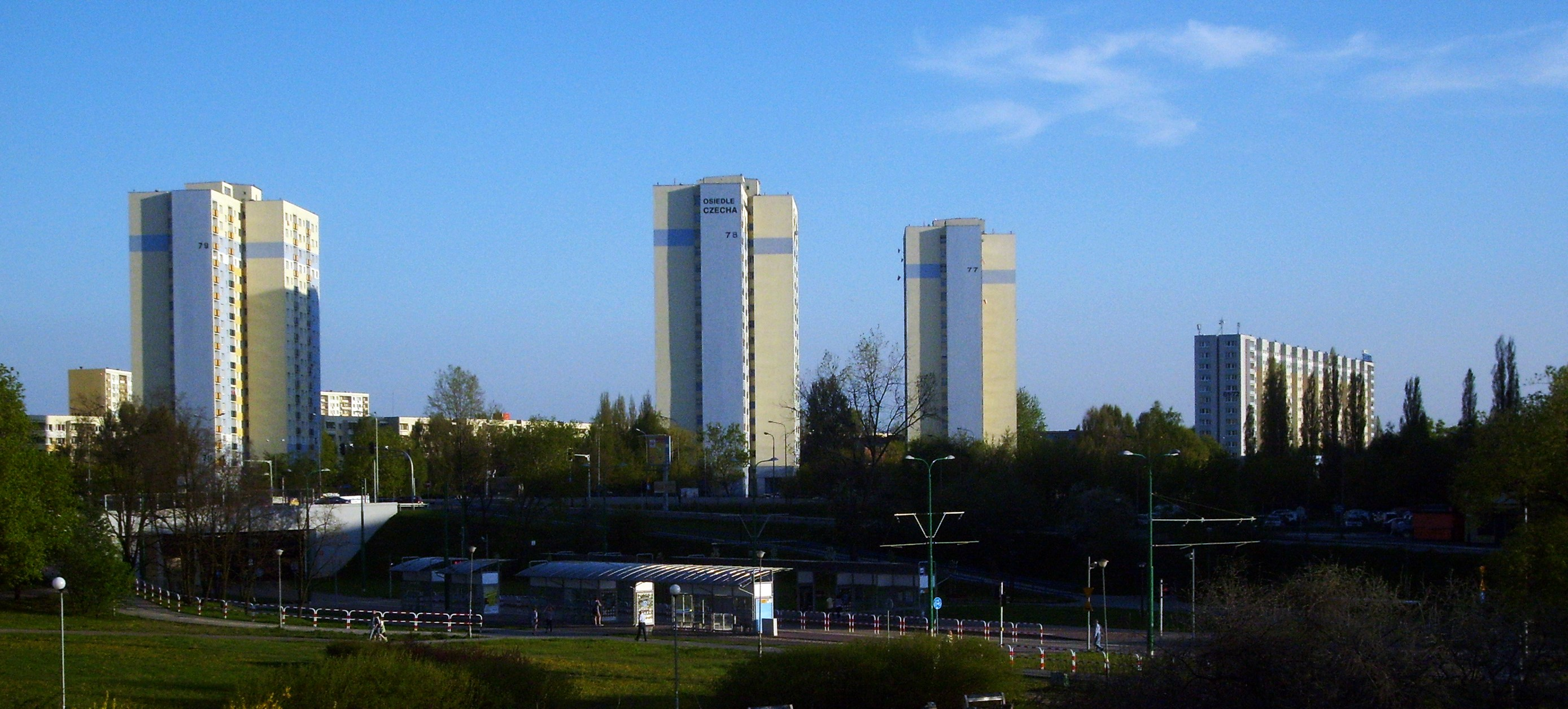
Osiedle Czecha (2013)
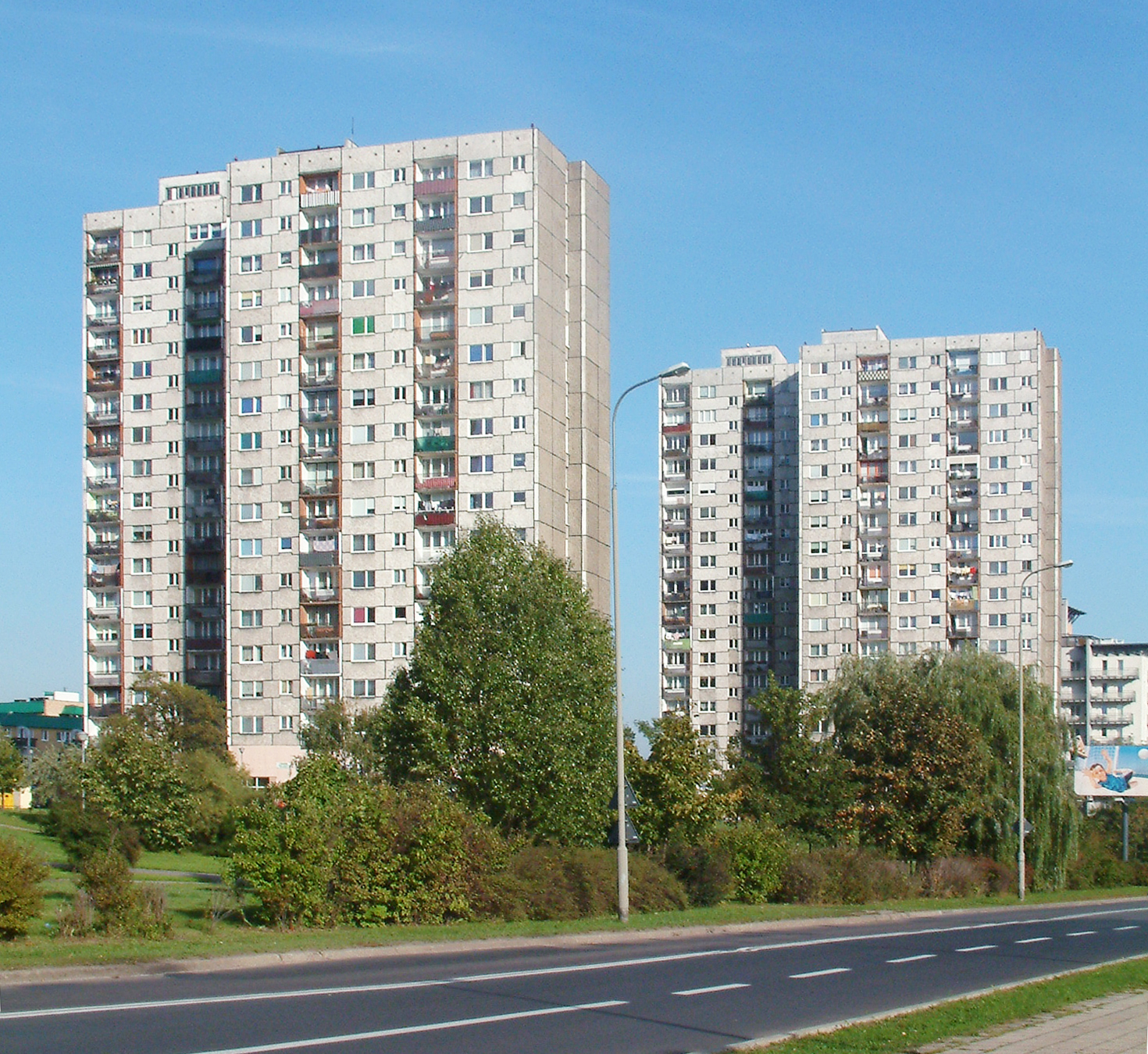
Osiedle Rusa (2006)
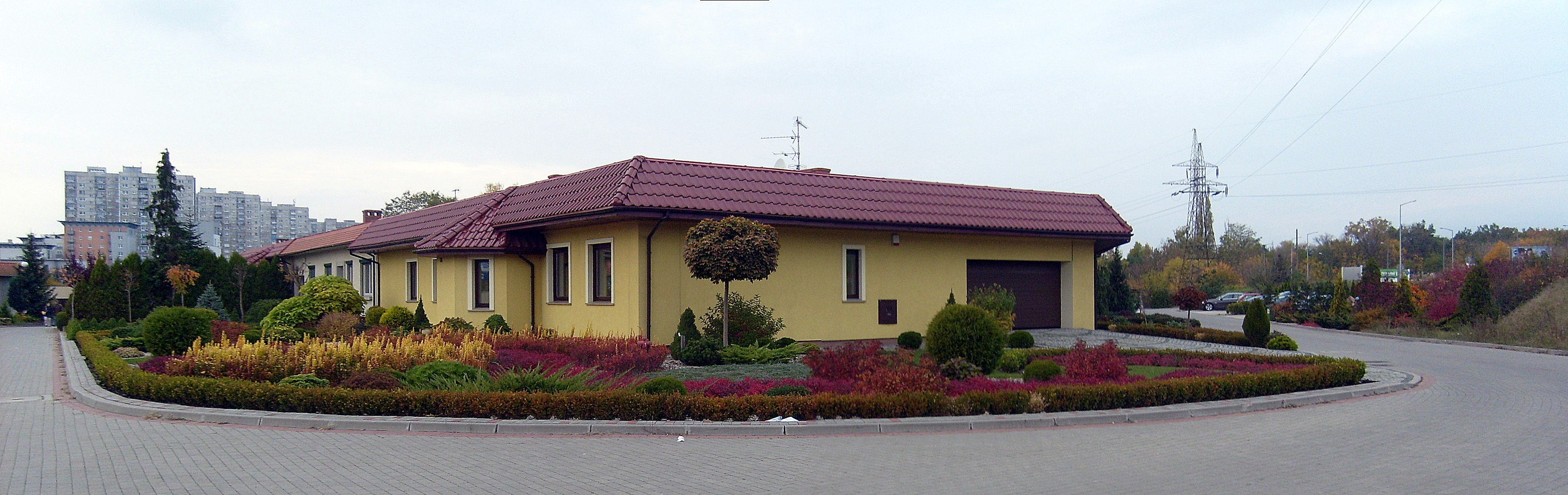
Osiedle Zodiak (2012)
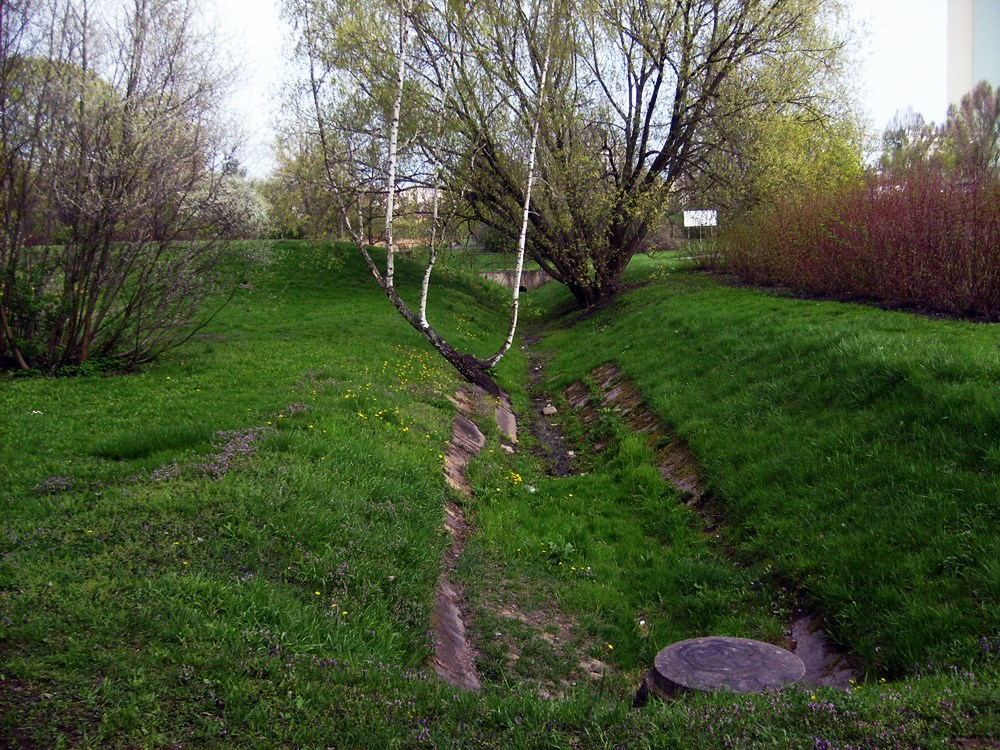
Rzeczka Piaśnica (dopływ Cybiny) w okolicy użytku ekologicznego „Traszki Ratajskie” (maj 2013)
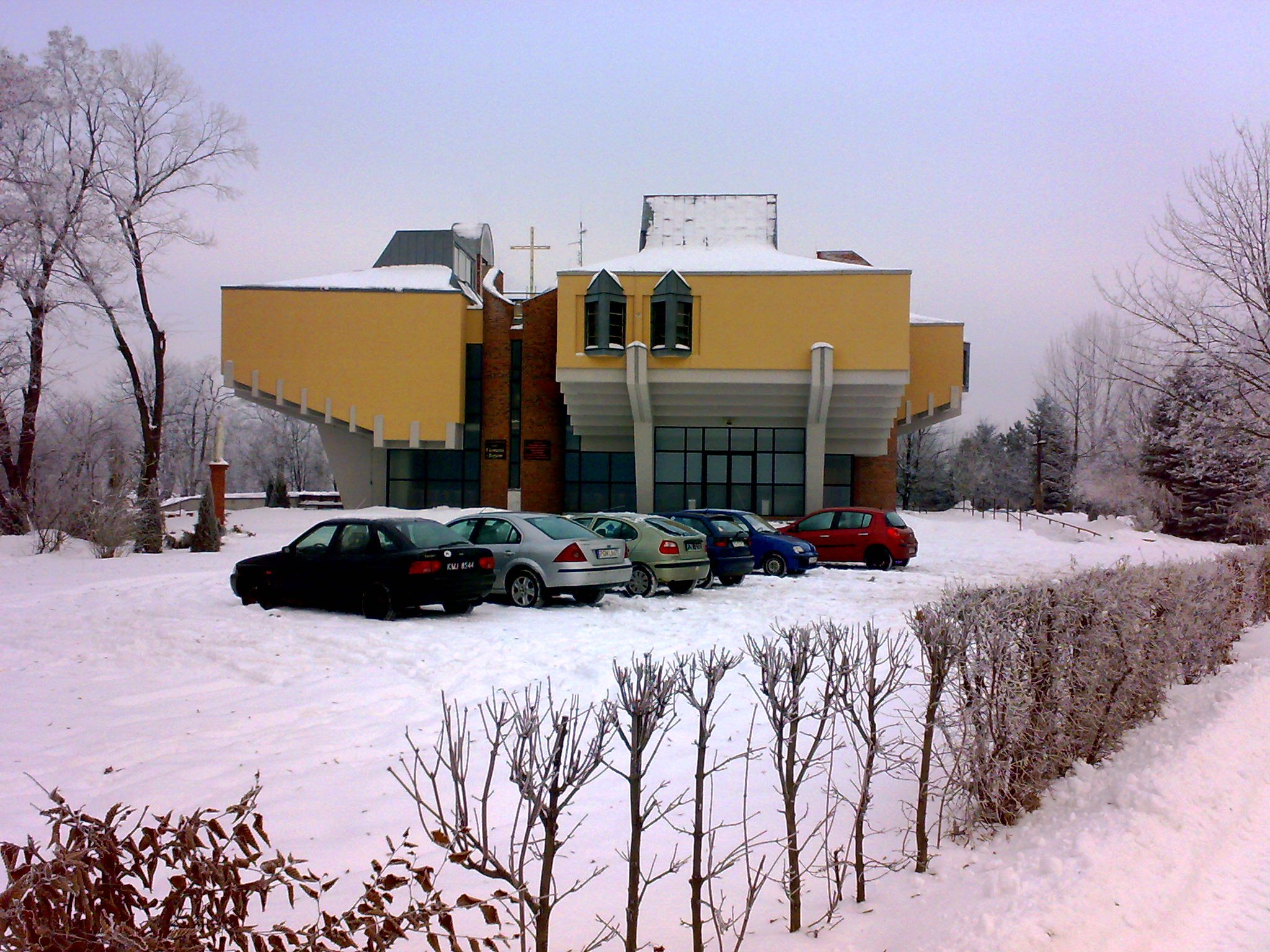
Kościół pw. Pierwszych Polskich Męczenników na osiedlu Tysiąclecia (styczeń 2011)
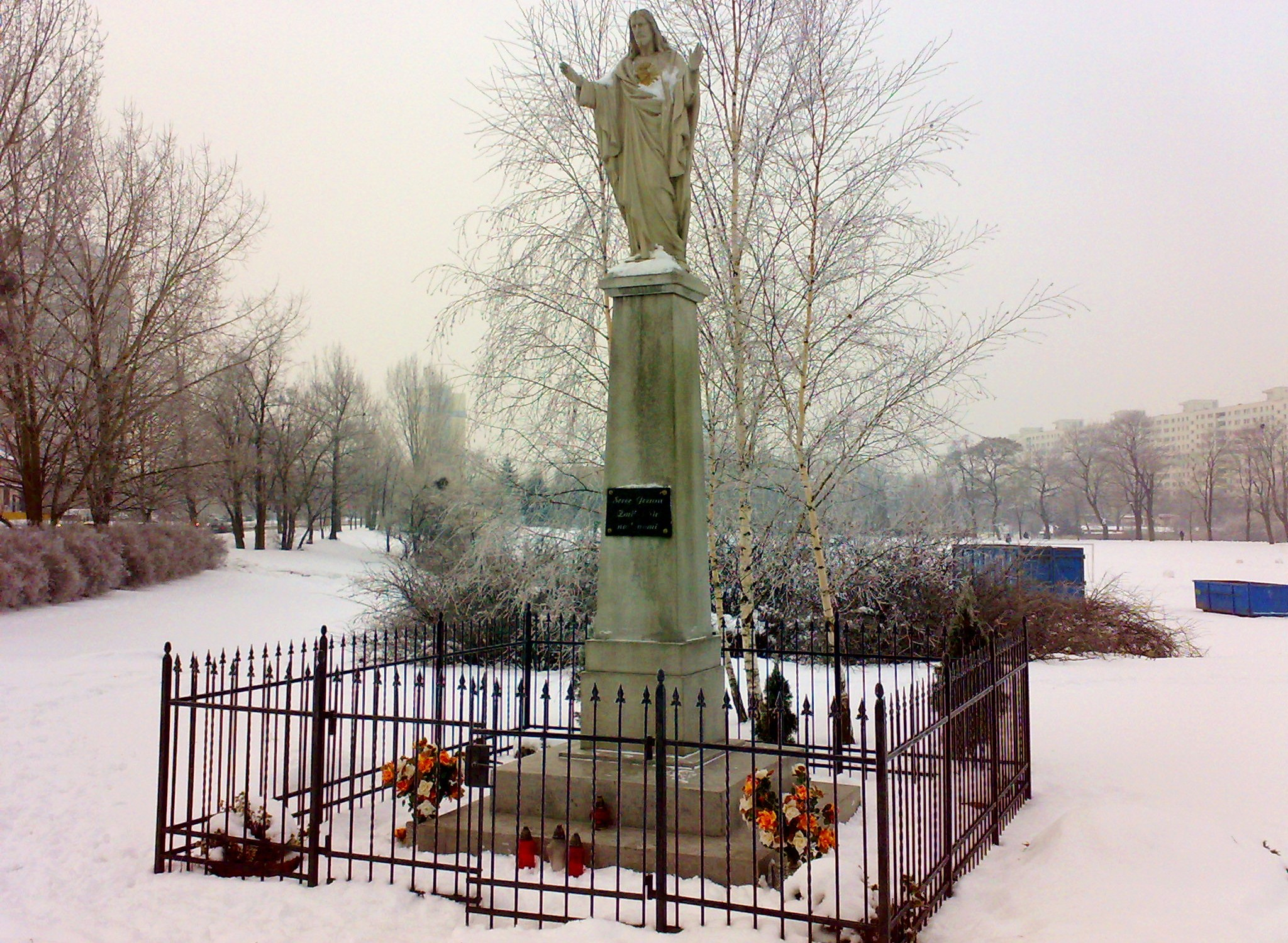
Kapliczka na osiedlu Tysiąclecia (styczeń 2011)
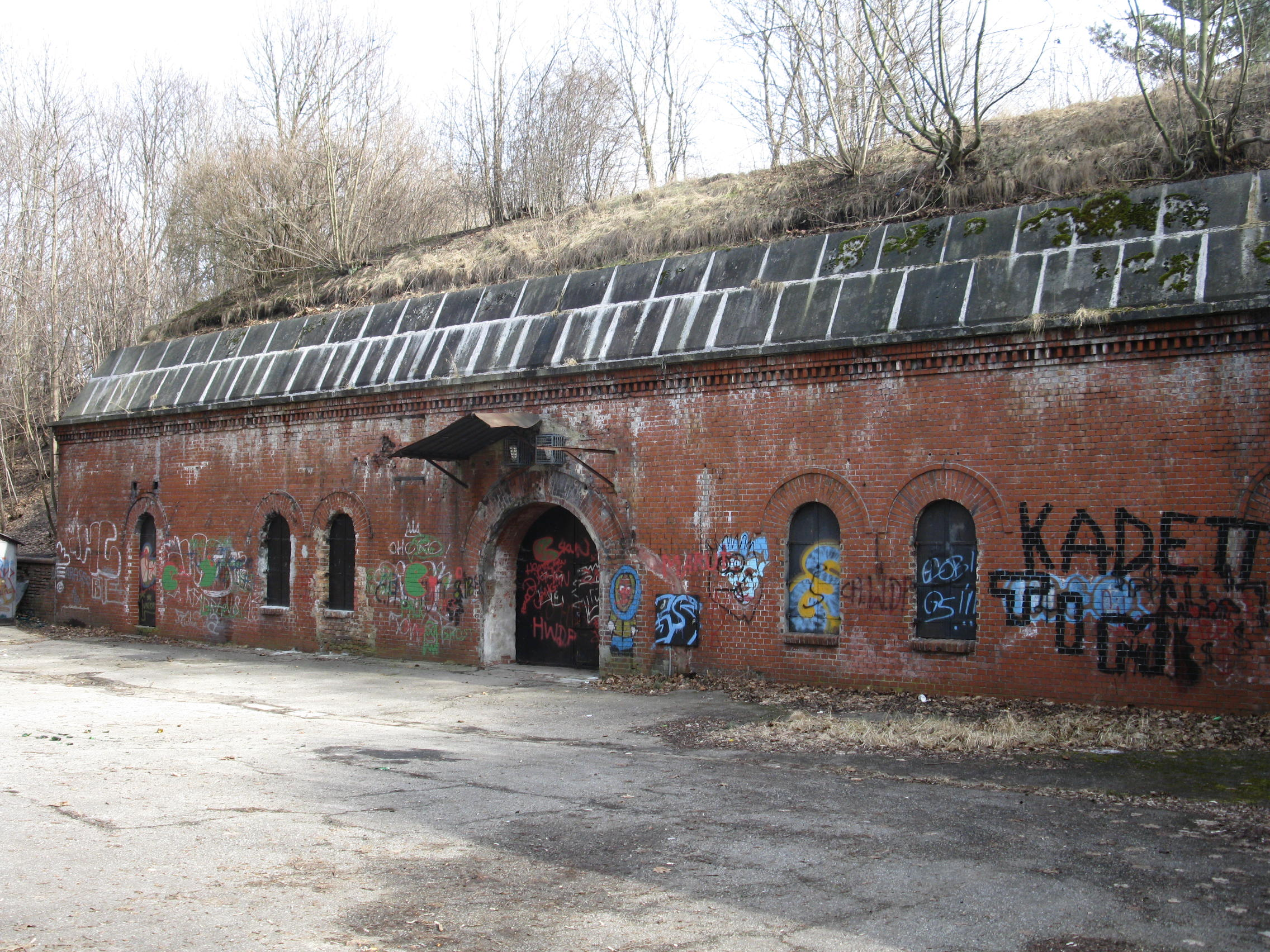
Fort IIa (marzec 2012)
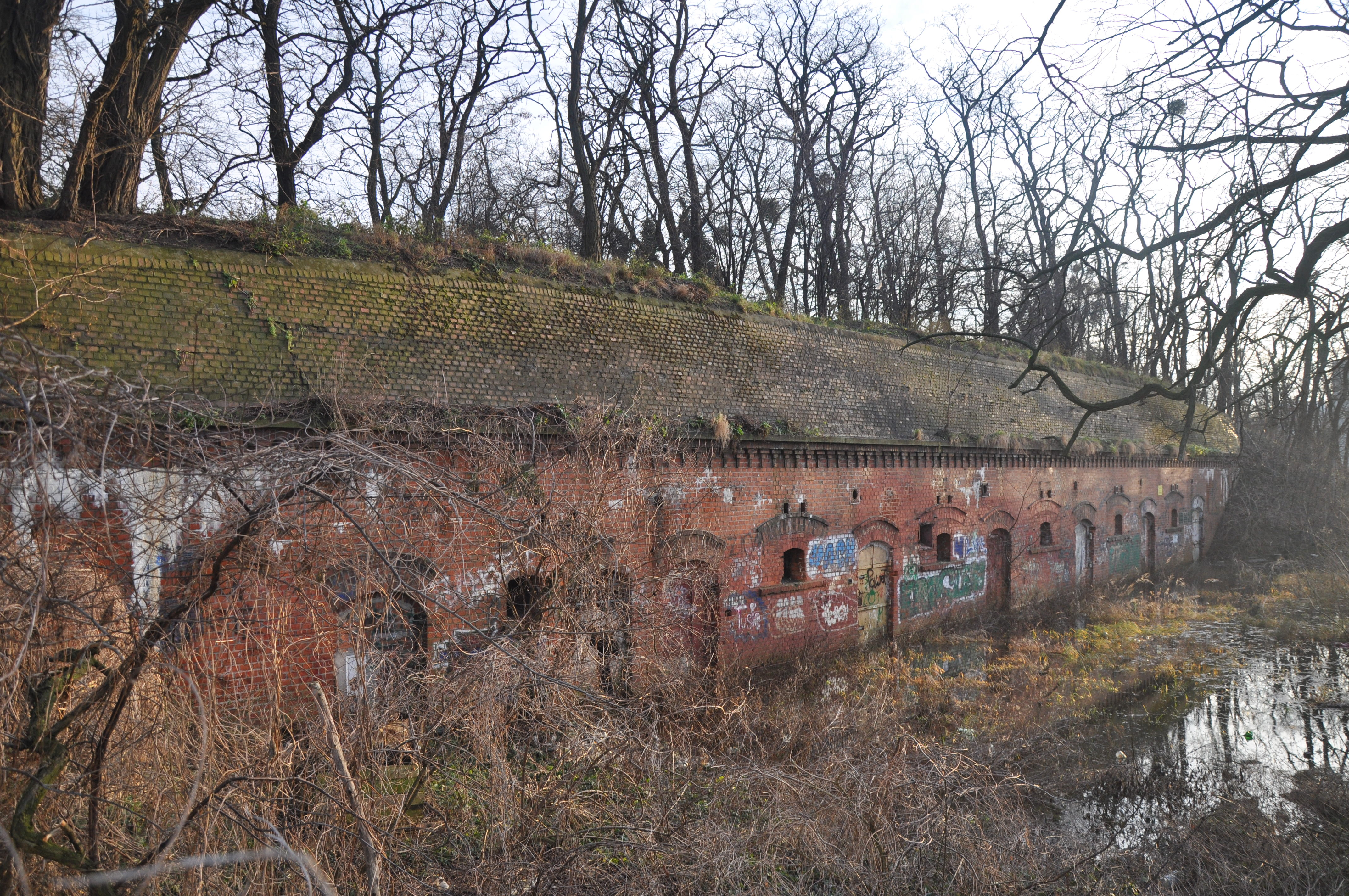
Schron piechoty IIa J1 przy ul. Kurlandzkiej (os. Zodiak, 2018)
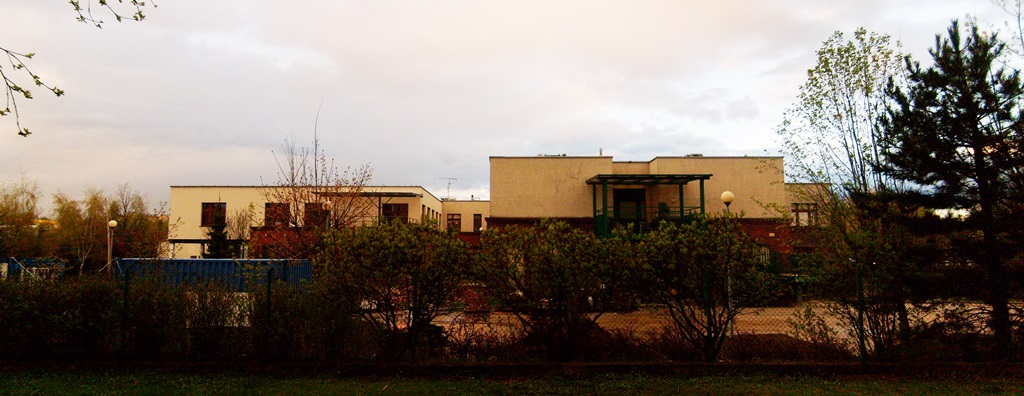
Hospicjum Palium (maj 2014)
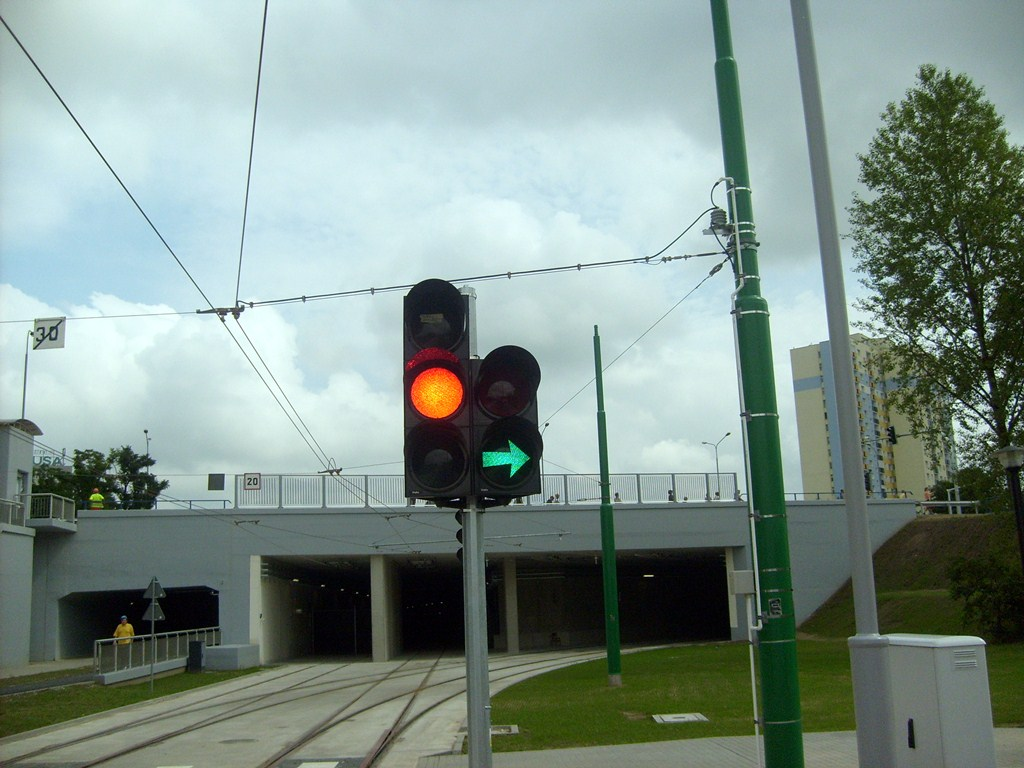
Wjazd do tunelu na trasie tramwajowej osiedle Lecha - Franowo (czerwiec 2012)
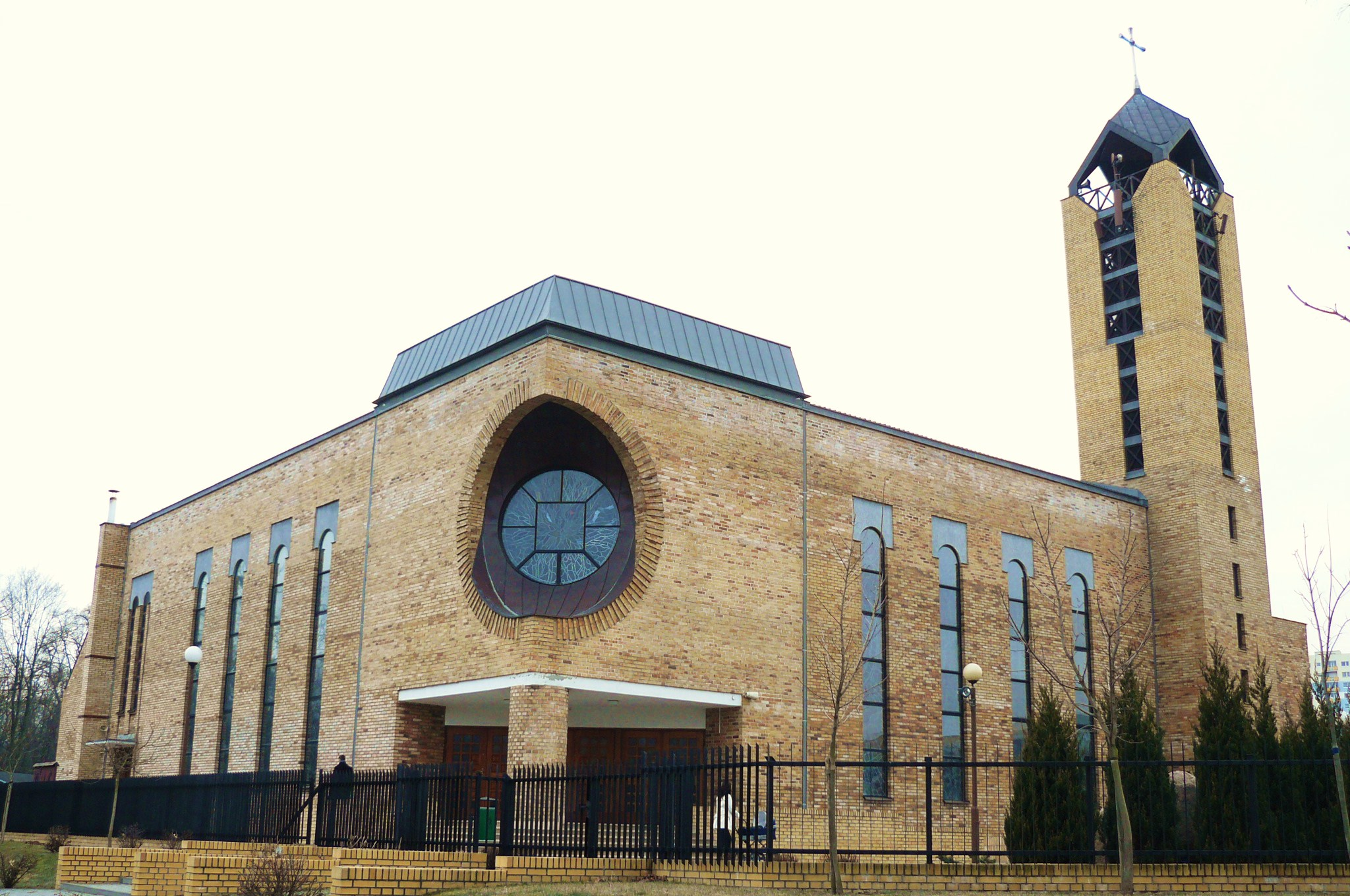
Kościół pw. św. Łukasza Ewangelisty na osiedlu Rusa (kwiecień 2010)
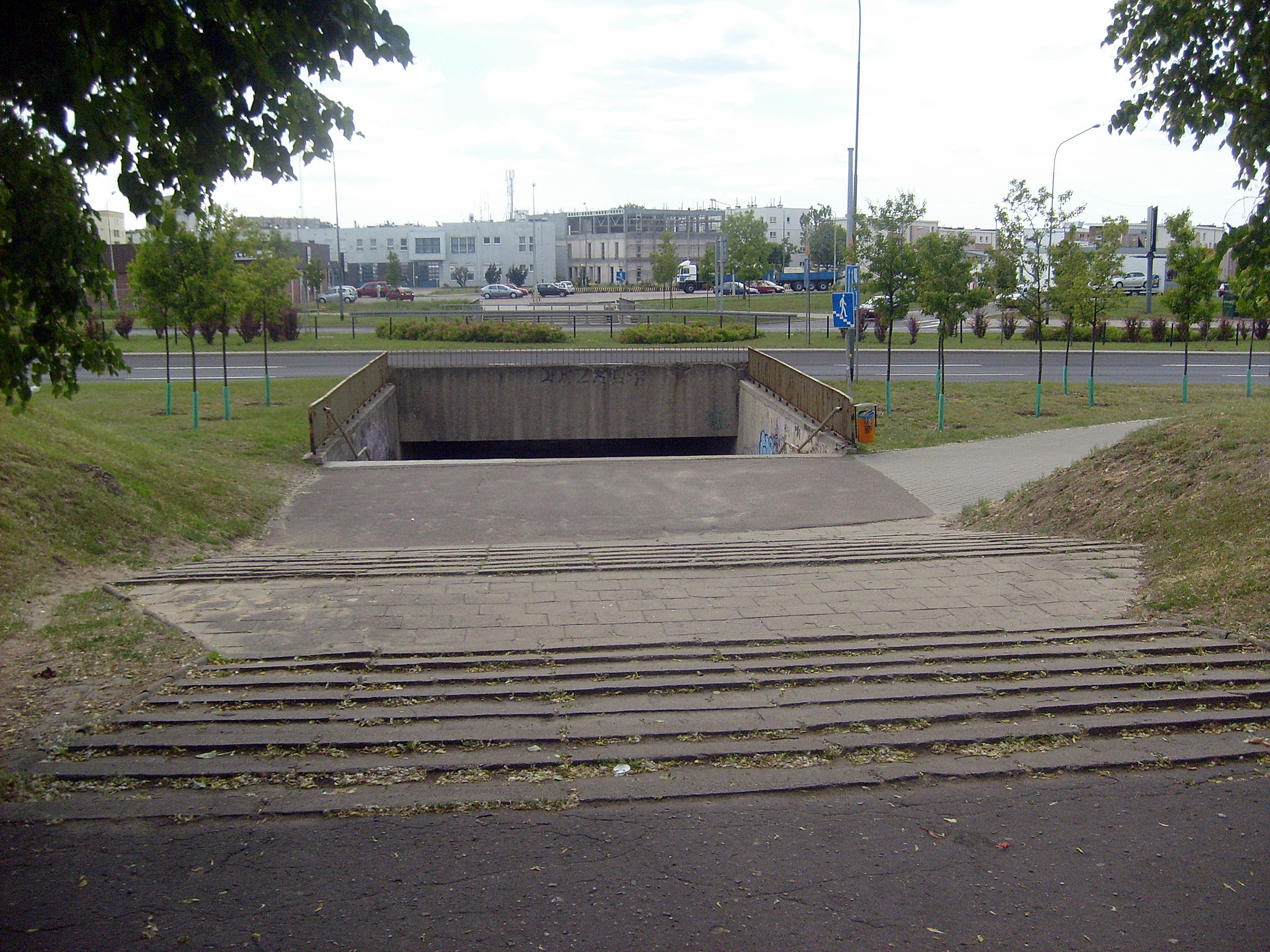
Wejście do podziemnego tunelu Lecha, który pod ulicą Bolesława Krzywoustego, łączy Chartowo z Żegrzem, widok od strony osiedla Lecha (maj 2012)
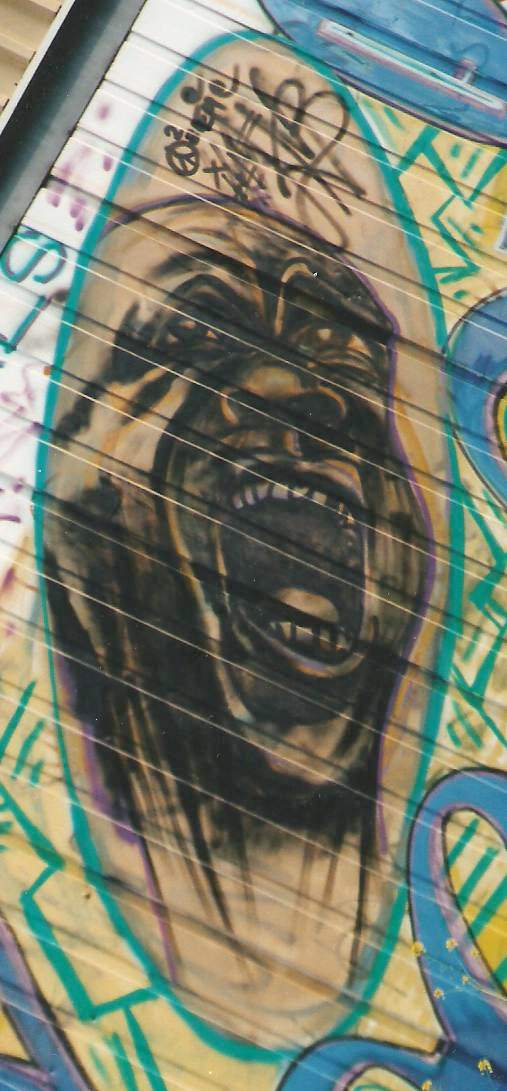
Graffiti na Chartowie (marzec 2007)
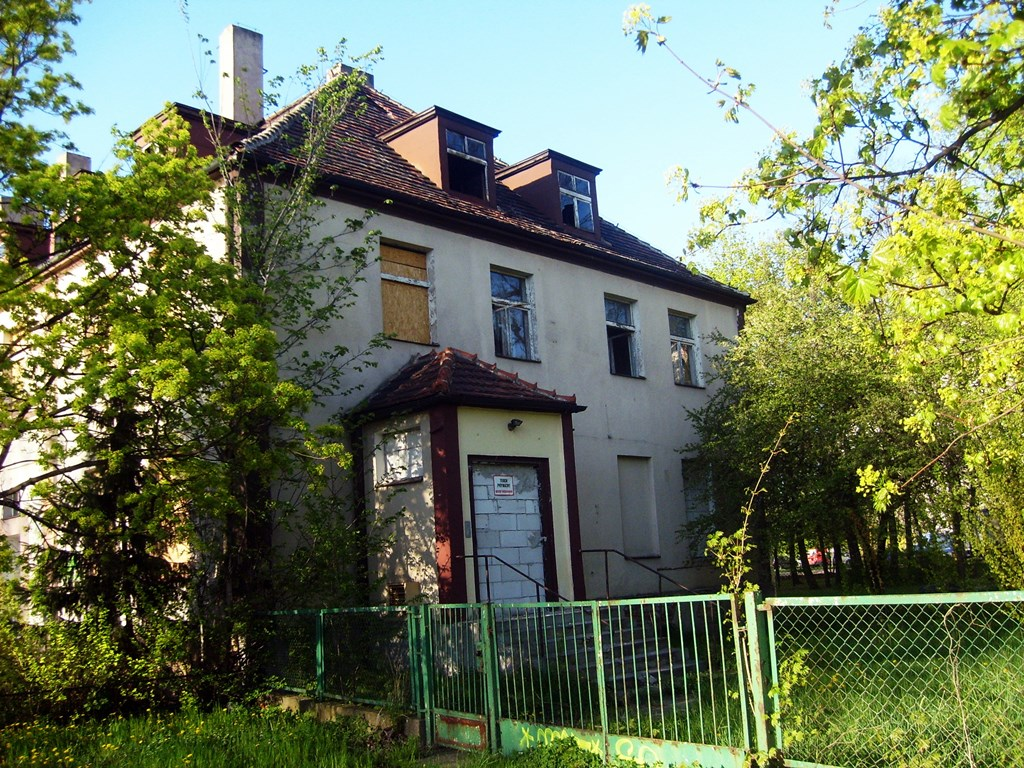
Dom Nauczyciela przy ulicy Chartowo 25 (maj 2013)
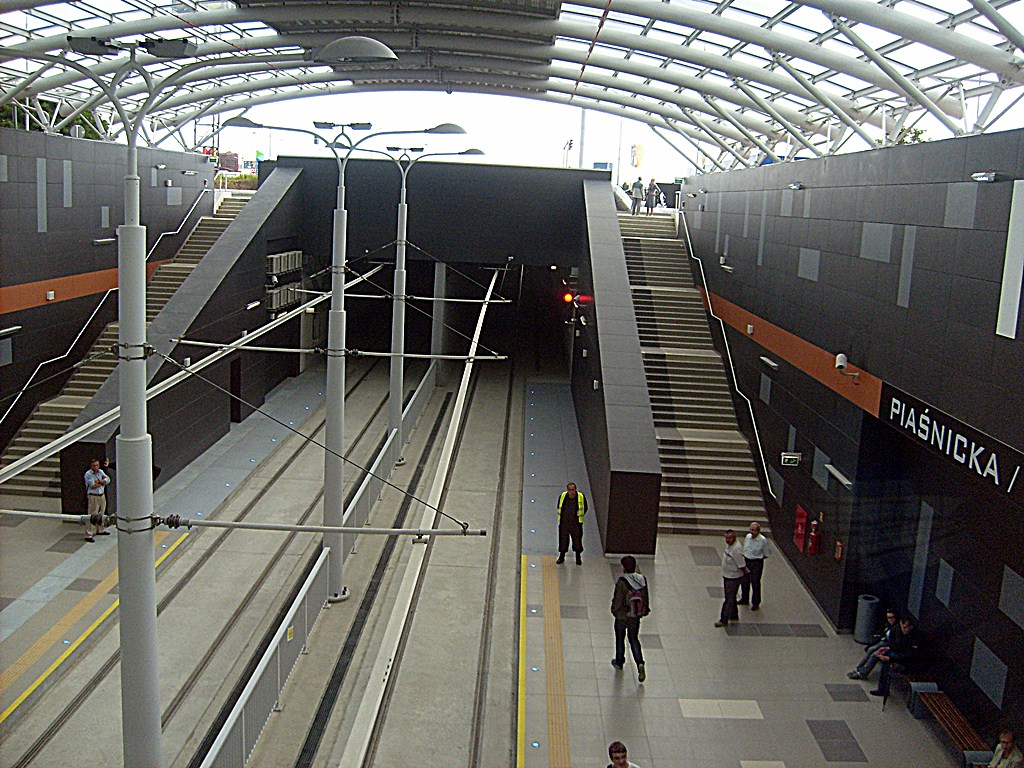
Przystanek Piaśnicka/Kurlandzka w podziemnym tunelu trasy tramwajowej Osiedle Lecha-Franowo
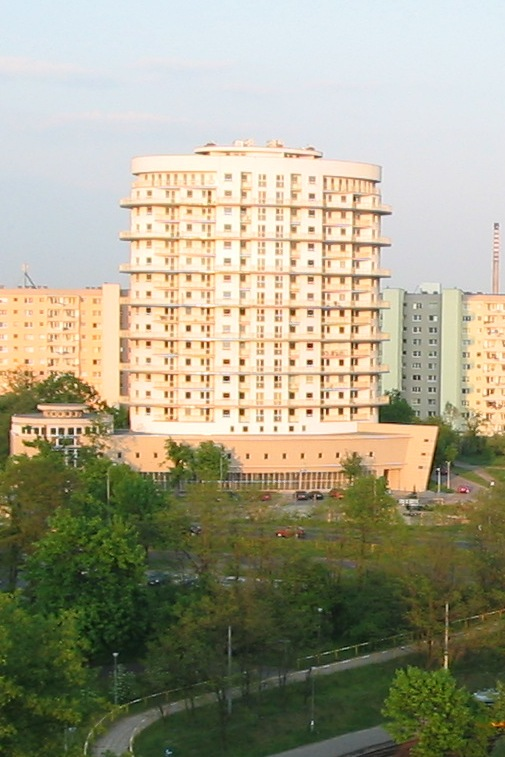
Chartowo Tower